# Daviesia arborea
Daviesia arborea är en ärtväxtart som beskrevs av Walter Hill. Daviesia arborea ingår i släktet Daviesia, och familjen ärtväxter. Inga underarter finns listade i Catalogue of Life.